# Ballantiophora gibbiferata
Ballantiophora gibbiferata es una especie de polillas de la familia Geometridae. La especie fue descrita por primera vez por Achille Guenée habiendo sido descrita en 1857, con distribución en Brasil. El holotipo de la epecie fue descrito a nivel de Santarén.

## Descripción
Es una polilla de color blanco puro con la cabeza rojiza. El tórax anterior es de color marrón ferruginoso. Las alas son iridiscentes, con dos líneas testáceas ligeramente doradas, el borde exterior del ala con puntos negros alargados. Las alas anteriores cuentan con una costa dorada y una línea interior muy interrumpida y una gran marca blanca y negra en el borde interior. Las alas inferiores sin líneas, pero con una banda marginal marrón.